# Vorend
Vorend ist ein Ortsteil im Stadtteil Katterbach in Bergisch Gladbach.

## Geschichte
Der Siedlungsname Vorend  geht auf die gleichnamige Gewannenbezeichnung zurück, die das Urkataster  im Bereich der heutigen Straße Am Vorend verzeichnet. Im 19. Jahrhundert existierte hier bereits eine kleine Siedlung, die um 1820 in der mundartlichen Form Voreng bezeichnet wurde.
Unter der französischen Verwaltung zwischen 1806 und 1813 wurde das Amt Porz aufgelöst und Vorend wurde politisch der Mairie Gladbach im Kanton Bensberg zugeordnet. 1816 wandelten die Preußen die Mairie zur Bürgermeisterei Gladbach im Kreis Mülheim am Rhein. Mit der Rheinischen Städteordnung wurde Gladbach 1856 Stadt, die dann 1863 den Zusatz Bergisch bekam.
Der Ort ist auf der Preußischen Uraufnahme von 1840 als Voreng verzeichnet. Ab der Preußischen Neuaufnahme von 1892 ist er auf Messtischblättern regelmäßig als Vorend verzeichnet. 
Aufgrund des Köln-Gesetzes wurde die Stadt Bensberg mit Wirkung zum 1. Januar 1975 mit Bergisch Gladbach zur Stadt Bergisch Gladbach zusammengeschlossen. Dabei wurde auch Vorend Teil von Bergisch Gladbach.
| Jahr | Einwohner | Wohn- gebäude | Kategorie | Bemerkung   |
| ---- | --------- | ------------- | --------- | ----------- |
| 1822 | 11        |               | Hofstelle | Voreng gen. |
| 1830 | 19        |               | Hofstelle | Voreng gen. |
| 1845 | 19        | 3             | Hofstelle |             |
| 1871 | 11        | 1             | Hofstelle |             |
| 1885 | 26        | 5             | Wohnplatz |             |
| 1895 | 50        | 6             | Wohnplatz |             |
| 1905 | 48        | 7             | Wohnplatz |             |

## Etymologie
Der Name Vorend entstammt der landwirtschaftlichen Sprache und bezeichnet das letzte Stück eines Ackers.